# Patechronik
Die Patechronik ist eine Chronik der ostafrikanischen Stadt Pate. Sie wurde auf Swahili verfasst und ist in verschiedenen Versionen, die sich teilweise erheblich unterscheiden, erhalten. Die Chronik geht wohl auf eine mündlich überlieferte Version zurück und wurde am Beginn des 19. Jahrhunderts niedergeschrieben. Als Autor wird Muhammad bin Fumo 'Umar Nabahani angegeben, der zu einer der herrschenden Familien von Pate gehörte. Die Chronik reicht bis in das 12. und 13. Jahrhundert zurück.